# Hemiramphus brasiliensis
El balajú, agujeta brasileña o escribano de alas rojas es la especie Hemiramphus brasiliensis, un pez marino de la familia hemirránfidos, distribuido por el océano Atlántico, por la costa oeste desde Massachusetts hasta Brasil, incluidos el golfo de México y mar Caribe, ausente en las Bermudas, así como por su costa este desde Cabo Verde y Senegal hasta Angola.

## Importancia para el hombre
Es pescado con una importancia comercial escasa, encontrándose en los mercados fresco con un precio medio, utilizado principalmente en algunos sitios como cebo para pesca deportiva. Hay que consumirlo con precaución pues se han descrito casos de envenenamiento por ciguatera.

## Anatomía
Con el cuerpo largo y mandíbula inferior más larga que la superior como es característico de la familia. Se ha descrito una captura de 55 cm, pero lo normal es una longitud máxima de 35 cm. No tienen espinas en las aletas,no presenta cresta entre las fosas nasales y el ojo.

## Hábitat y biología
Habitan aguas marinas subtropicales, asociado a arrecifes superficiales de menos de 5 metros de profundidad, donde forma cardúmenes grandes, pescados con facilidad con redes de superficie.
Se alimenta de pequeños peces y pastos marinos.